# Jóhan Troest Davidsen
Pour les articles homonymes, voir Davidsen.
Jóhan Troest Davidsen (né le 31 janvier 1988) est un footballeur international féroïen (11 sélections).